# Ask og Embla
Ask og Embla var ifølge nordisk mytologi de to første mennesker på jorden.
Ask og Embla var træstammer (formentlig af ask og elm), som lå og skurede i strandkanten. Odin kom forbi sammen med to andre guder – Høner og Lødur. De tre guder gav træstammerne ånde, vilje og skønhed.
Fortællingen om Ask og Embla findes i Vølvens spådom (Völuspá) og Gylfaginning. Ifølge Gylfaginning var de tre guder Odin, Vile og Ve.

## Symbolik
Forestillingen om at de to første mennesker blev formet af træstammer, er tilsyneladende en del af de cykliske forestillinger, hvor lys og mørke afløser hinanden, adskilt af morgenens og aftenens halvmørke. 
Vi kender alle de synsbedrag som kan opstå i halvmørket, hvor konturer i naturen ligner mennesker, dyr eller forvanskede skabninger. Når man så ser nærmere efter, viser det sig at det er en tue, en sten eller en træstub.
Gudernes funktion som skabere af den synlige verden, er deres egenskab som lys og mørkebringere. Hvis man kan forestille sig at et levende væsen kan blive til en sten eller en træstub ved lysets ankomst, hvorfor så ikke også gå den anden vej og sige, at de første mennesker oprindelig var et par opskyllede stykker drivtømmer?
Der er i øvrigt svage spor efter en fortidig trækult i Vøluspá. Man kommer ret ofte ind på mytiske forestillinger som har med træer og skove at gøre.
Asken og elmen har i øvrigt altid været regnet som gode brugstræer. Man brugte især tømmer fra dem til værktøj, buer, spyd og pile.